# Papilio aegeus
Papilio aegeus är en fjärilsart som beskrevs av Donovan 1805. Papilio aegeus ingår i släktet Papilio och familjen riddarfjärilar. Inga underarter finns listade i Catalogue of Life.

## Bildgalleri

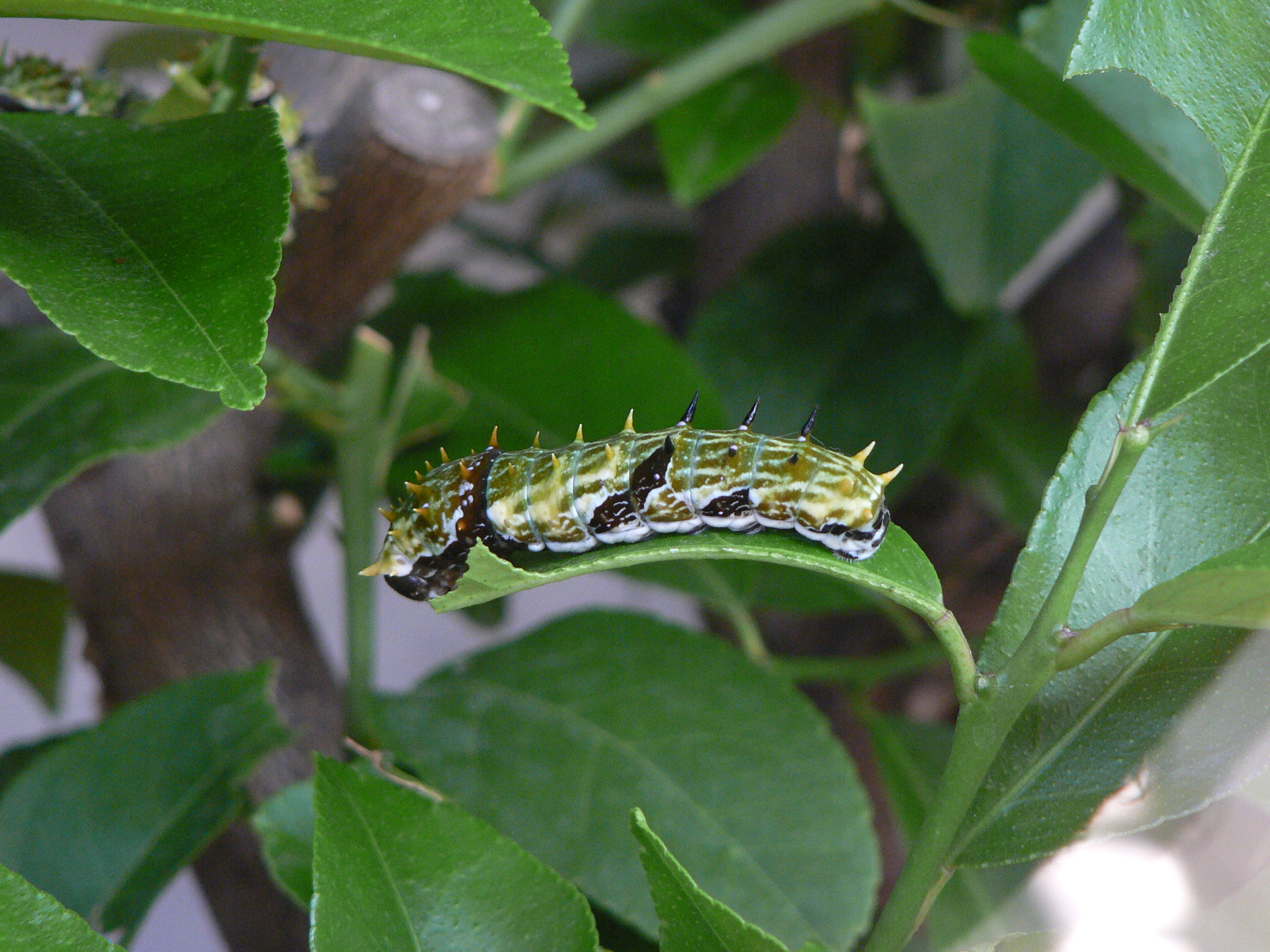
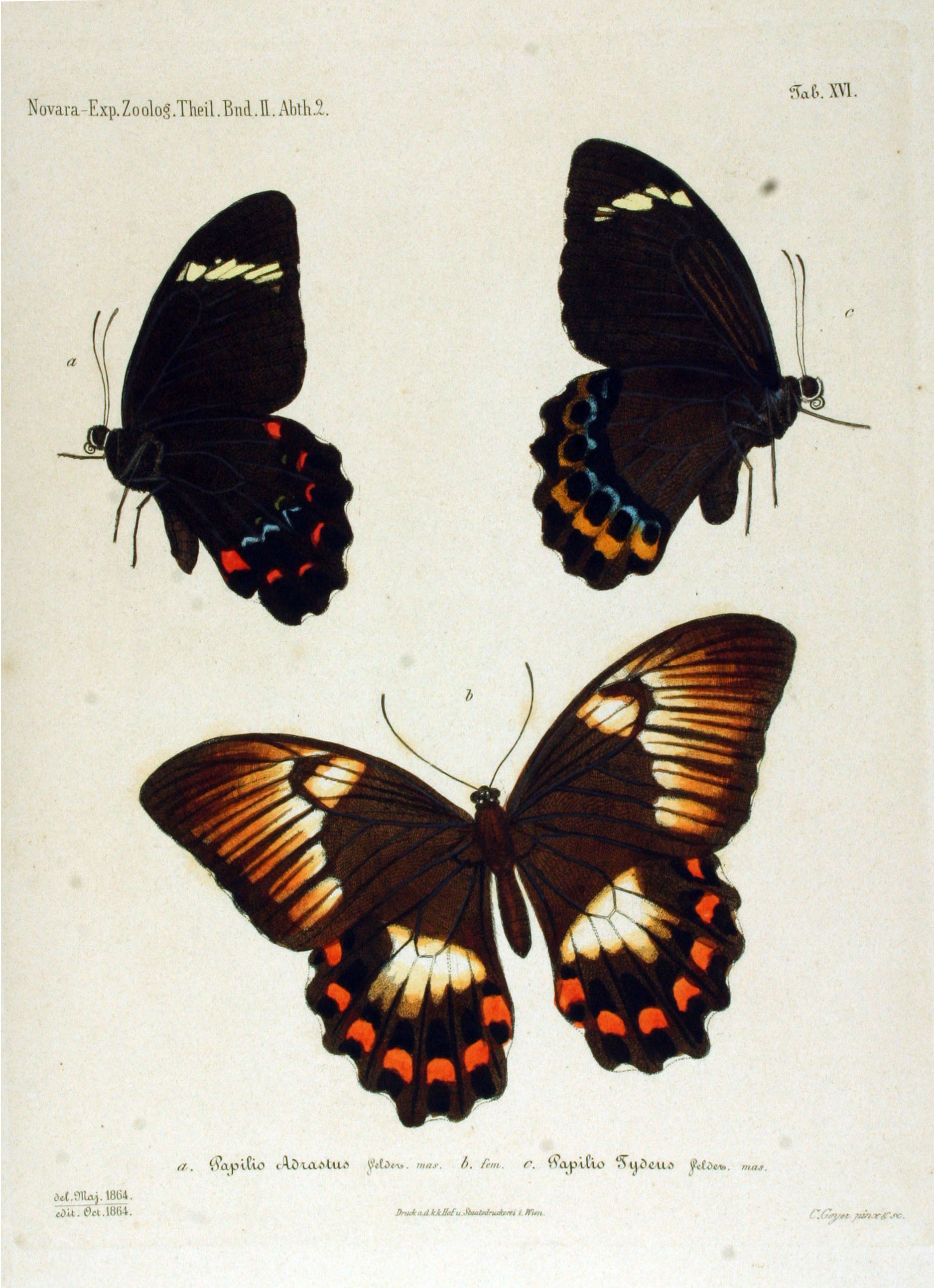
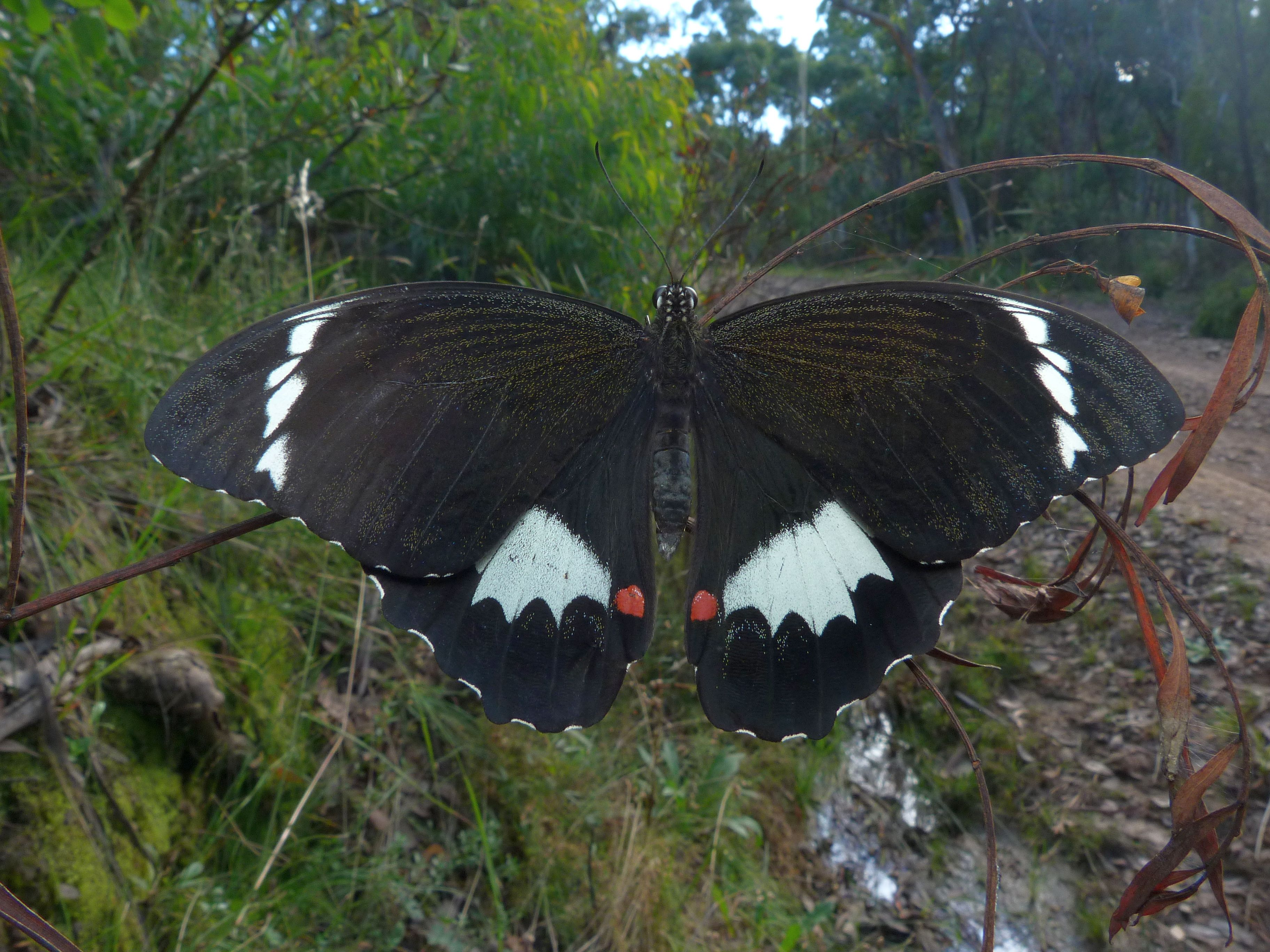
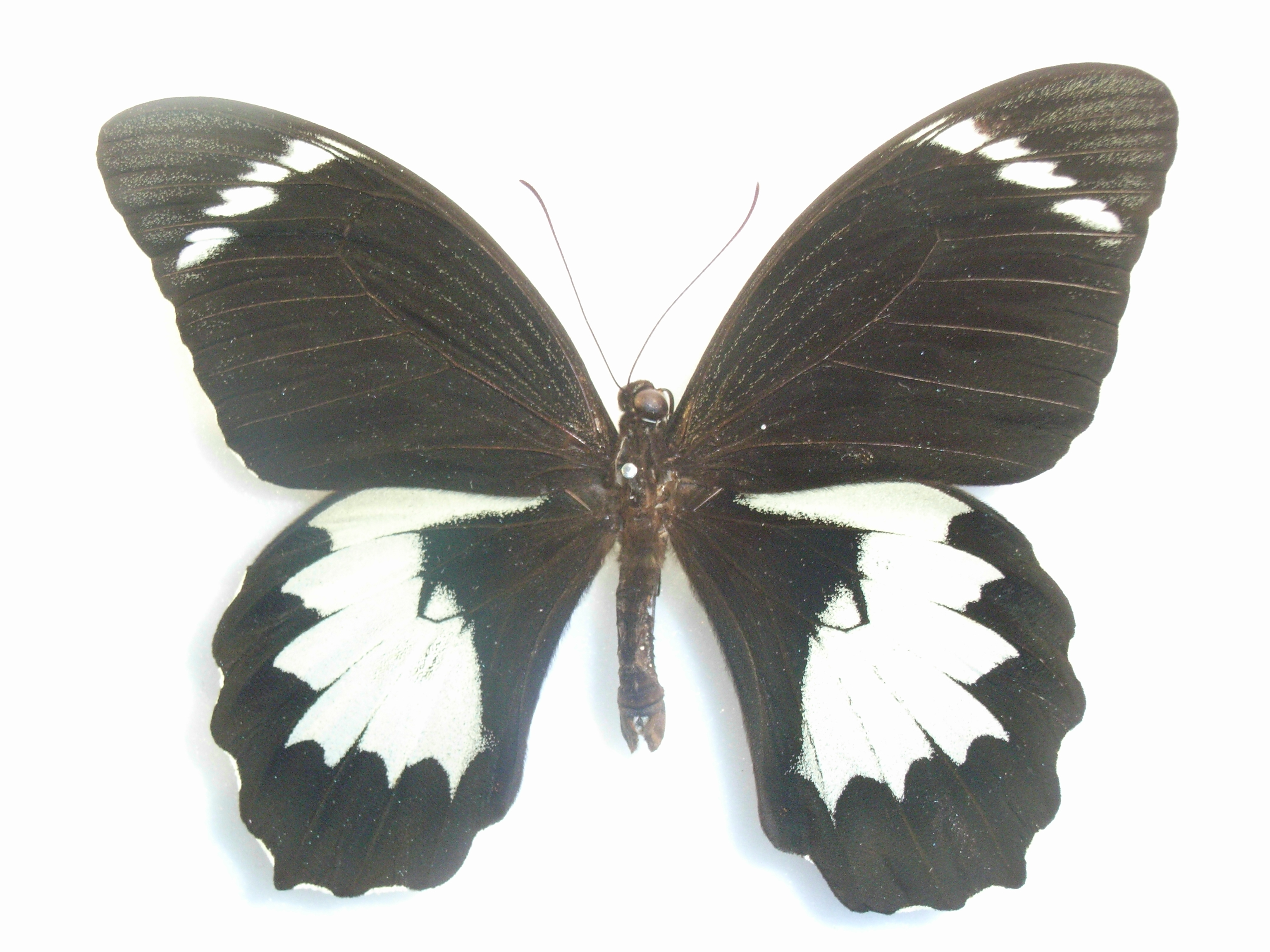
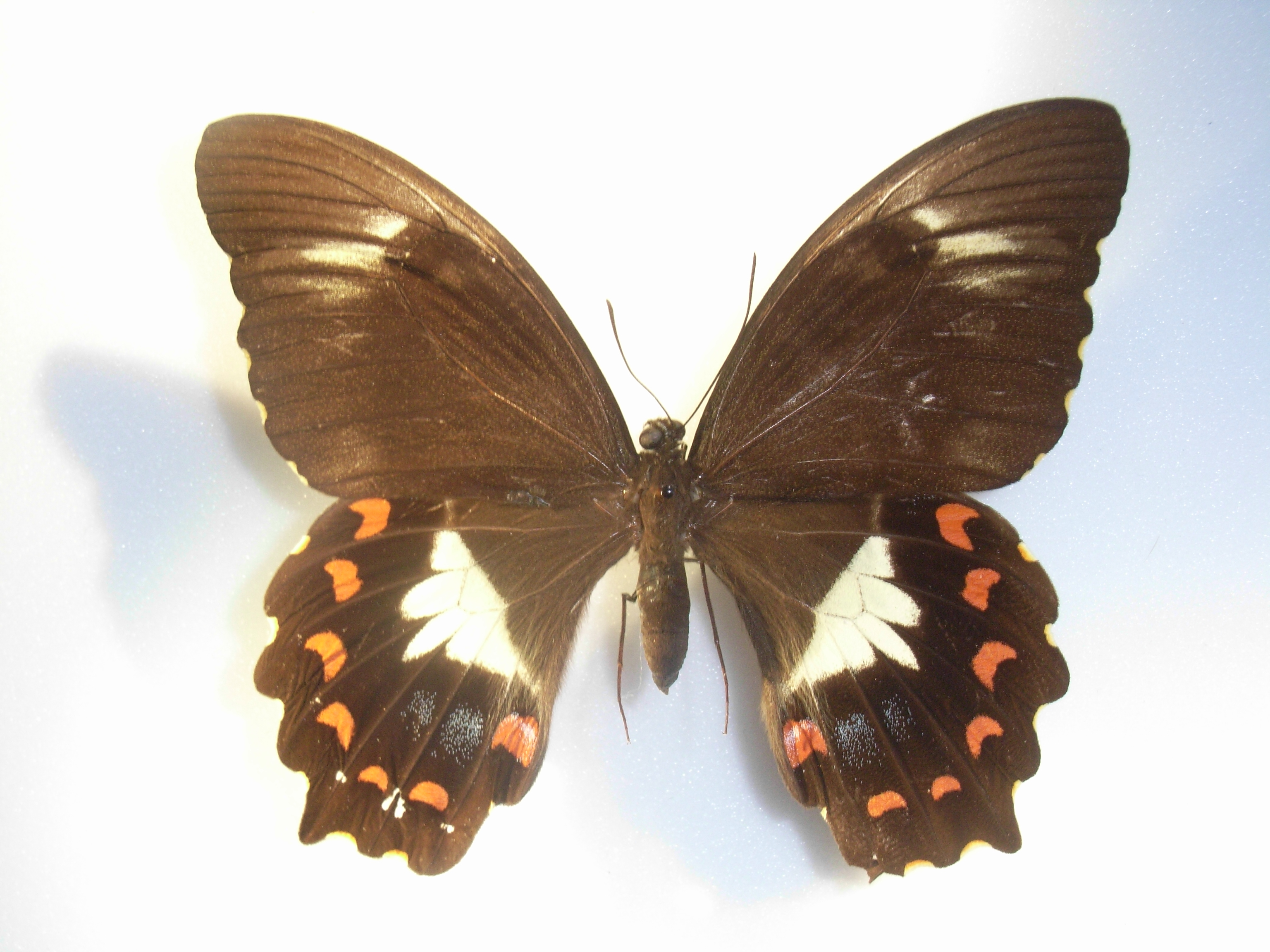
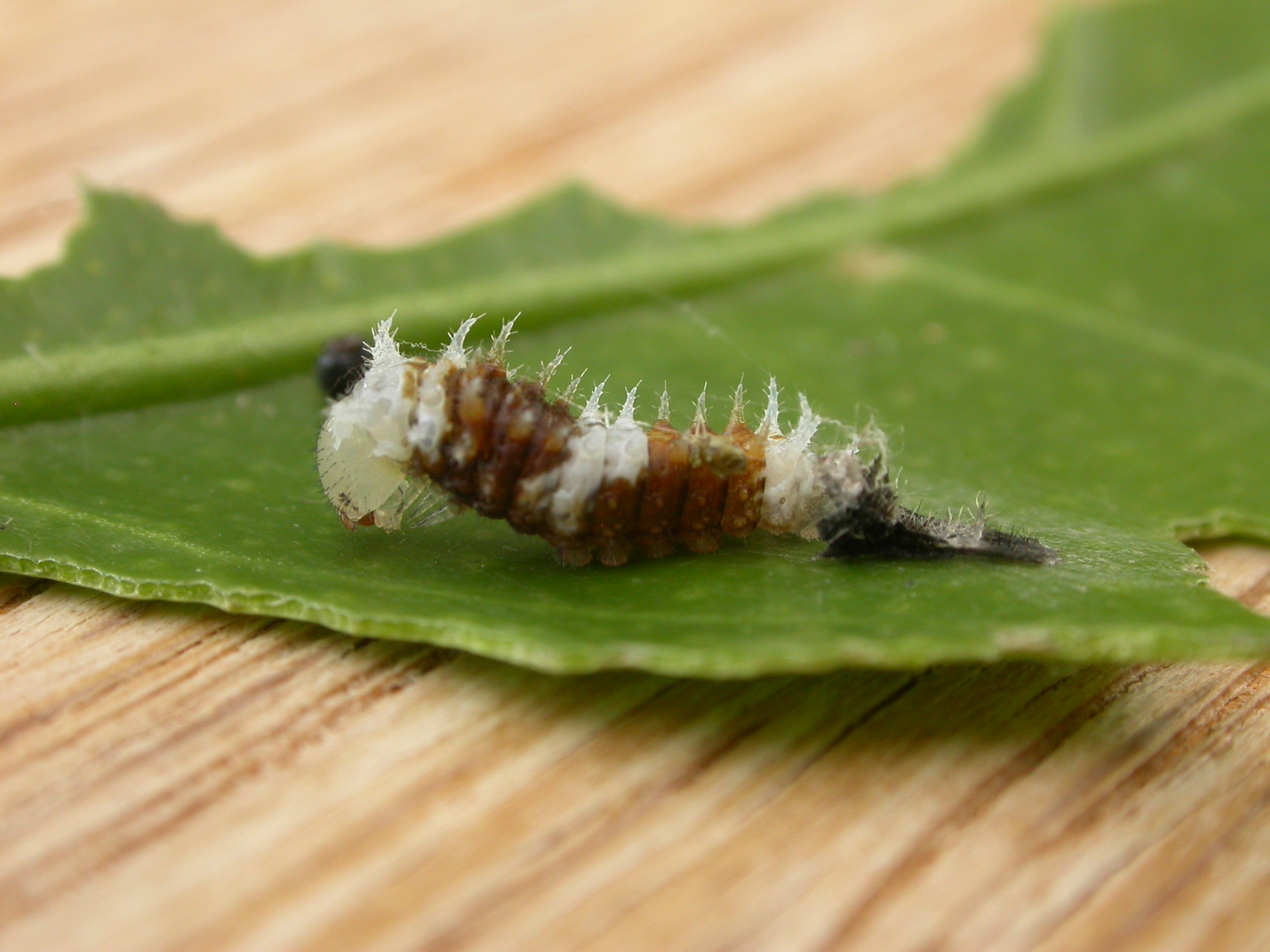